# Seznam angleških dramatikov
Seznam angleških dramatikov.

## A
Douglas Noël Adams - Joseph Addison - John Arden - Alan Ayckbourn

## B
Aphra Behn -
Alan Bennett - 
Robert Bolt -
Edward Bond -
Frances Hodgson Burnett - Edward Bulwer-Lytton -

## C
Thomas Chaundler - G. K. Chesterton - Caryl Churchill - Colley Cibber - Wilkie Collins - William Congreve - Oliver Cotton - Noel Coward -

## D
Julia Donaldson - John Dryden - Lawrence Durrell

## E
Richard Edwardes - Martin Esslin

## F
James Elroy Flecker - John Fletcher - Samuel Foote - Christopher Fry -

## G
W. S. Gilbert - Oliver Goldsmith - Simon Gray - Fulke Greville -

## H
Willis Edward Hall (1929–2005) - Christopher Hampton - David Hare - Jonathan Harvey - Ronald Harwood

## J
Douglas William Jerrold - Ben Jonson -

## K
Sarah Kane - Hanif Kureishi - Thomas Kyd -

## M
Duncan Macmillan - Christopher Marlowe -
John Marston -
Henry Medwall -
Anthony Minghella -
Pierre Antoine Motteux -

## N
Thomas Nashe - Alfred Noyes -

## O
Joe Orton - John Osborne -

## P
George Peele -
Eden Phillpotts -
Arthur Wing Pinero -
Harold Pinter - 
John B. Priestley -

## R
Terence Rattigan -
Mark Ravenhill -
Charles Reade -
Nicholas Rowe -

## S
Dorothy L. Sayers -
Charles Sedley -
Peter Shaffer -
William Shakespeare - Simon Stephens -
Tom Stoppard

## T
Sue Townsend -

## U
Nicholas Udall -

## W
Edgar Wallace -
John Webster - 
Arnold Wesker -
Oscar Wilde -